# Primal Scream
Primal Scream (рус. Пра́ймэл скрим) — шотландская рок-группа, основанная Бобби Гиллеспи и Джимом Битти в 1982 году. В настоящее время в состав группы, помимо основателя и бессменного вокалиста Бобби Гиллеспи, также входят гитарист Эндрю Иннес, бас-гитарист Гари Маунфилд, клавишник Мартин Даффи † и ударник Даррин Муни. Барри Коддиган выступает в качестве концертного гитариста с 2006 года, временно заменяя гитариста Роберта Янга.
В отличие от многих других альтернативных групп девяностых, в которых особое внимание уделяется эволюции фундамента, заложенного ещё Sonic Youth, Primal Scream идут по иному пути. По сути, Primal Scream — ревизионеры жанров. Группа комбинирует модные стилевые направления рок-музыки XX века, создавая свежий, но в то же время всем хорошо знакомый звук. Так, с 1991 года было выпущено 7 альбомов, в каждом из которых нашло отражение множество возникших на протяжении эпохи рока стилей. Музыкальные пастиши группы включают элементы многих жанров — психоделии, хауса, блюз-рока (в духе The Rolling Stones), бигбита, фанка, краут-рока, даба.

## Дискография

### Студийные альбомы
- 1987 — Sonic Flower Groove
- 1989 — Primal Scream
- 1991 — Screamadelica
- 1994 — Give Out But Don't Give Up
- 1997 — Vanishing Point
- 2000 — XTRMNTR
- 2002 — Evil Heat
- 2006 — Riot City Blues
- 2008 — Beautiful Future
- 2013 — More Light
- 2016 — Chaosmosis
- 2024 — Come Ahead

### Концертные альбомы
- 2003 — Live in Japan
- 2011 — Screamadelica Live

### Альбомы ремиксов
- 1997 — Echo Dek

### Сборники
- 2003 — Dirty Hits
- 2004 — Shoot Speed (More Dirty Hits)